# 裸花水竹叶
裸花水竹叶（学名：Murdannia nudiflora）是鸭跖草科水竹叶属的植物。分布于巴布亚新几内亚、印度尼西亚、日本、老挝、夏威夷、印度、斯里兰卡以及中国大陆的广东、江苏、福建、云南、湖南、河南、广西、安徽、山东、四川、江西、浙江等地，生长于海拔130米至1,500米的地区，一般生于低海拔的水边潮湿处，目前尚未由人工引种栽培。